# İçəri Şəhər
İçəri Şəhər (aserbaidschanisch, Itschäri Schähär, Innenstadt) ist der historische, teilweise von einer Mauer umschlossene Teil der Innenstadt im Zentrum von Baku, Aserbaidschan. İçəri Şəhər wurde 2000 von der UNESCO in die Liste des Weltkulturerbe aufgenommen.

## Geschichte

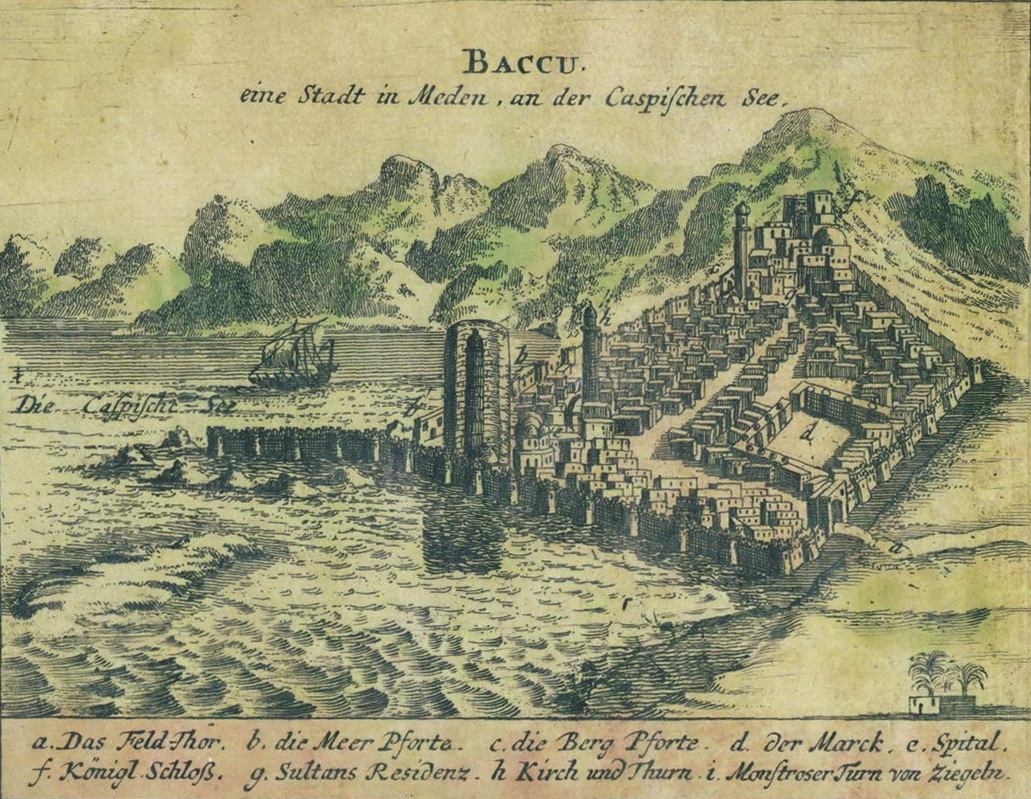
"Baccu. Eine Stadt in Meden, an der Caspischen See". Engelbert Kaempfer

Baku lag im Mittelalter im Herrschaftsgebiet der Schirwanschahs und wurde im 12. Jahrhundert zu seiner Hauptstadt, nachdem Schemacha durch ein Erdbeben zerstört worden war. Der Herrscher Abul Hidsha Manutschechra (1120–1149) baute die Stadtbefestigung auf, von der einzelne Abschnitte noch aus dem 11. Jahrhundert stammen. Bis ins 19. Jahrhundert wurde sie mehrfach umgebaut und erweitert. Mit zwei hintereinander liegenden Mauern umschloss sie ein Gebiet von 21,5 Hektar.

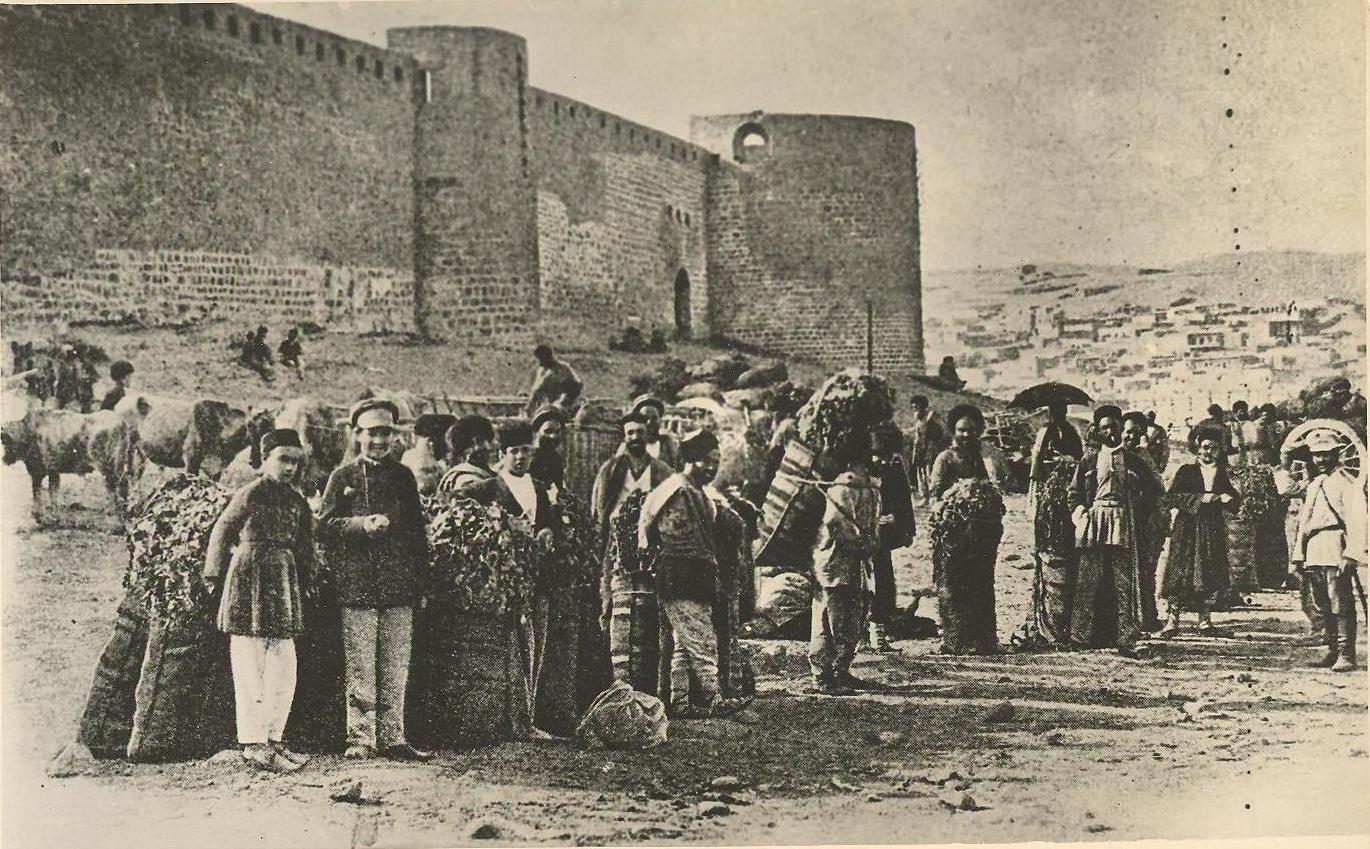
Die Stadtmauer von Baku im 19. Jahrhundert

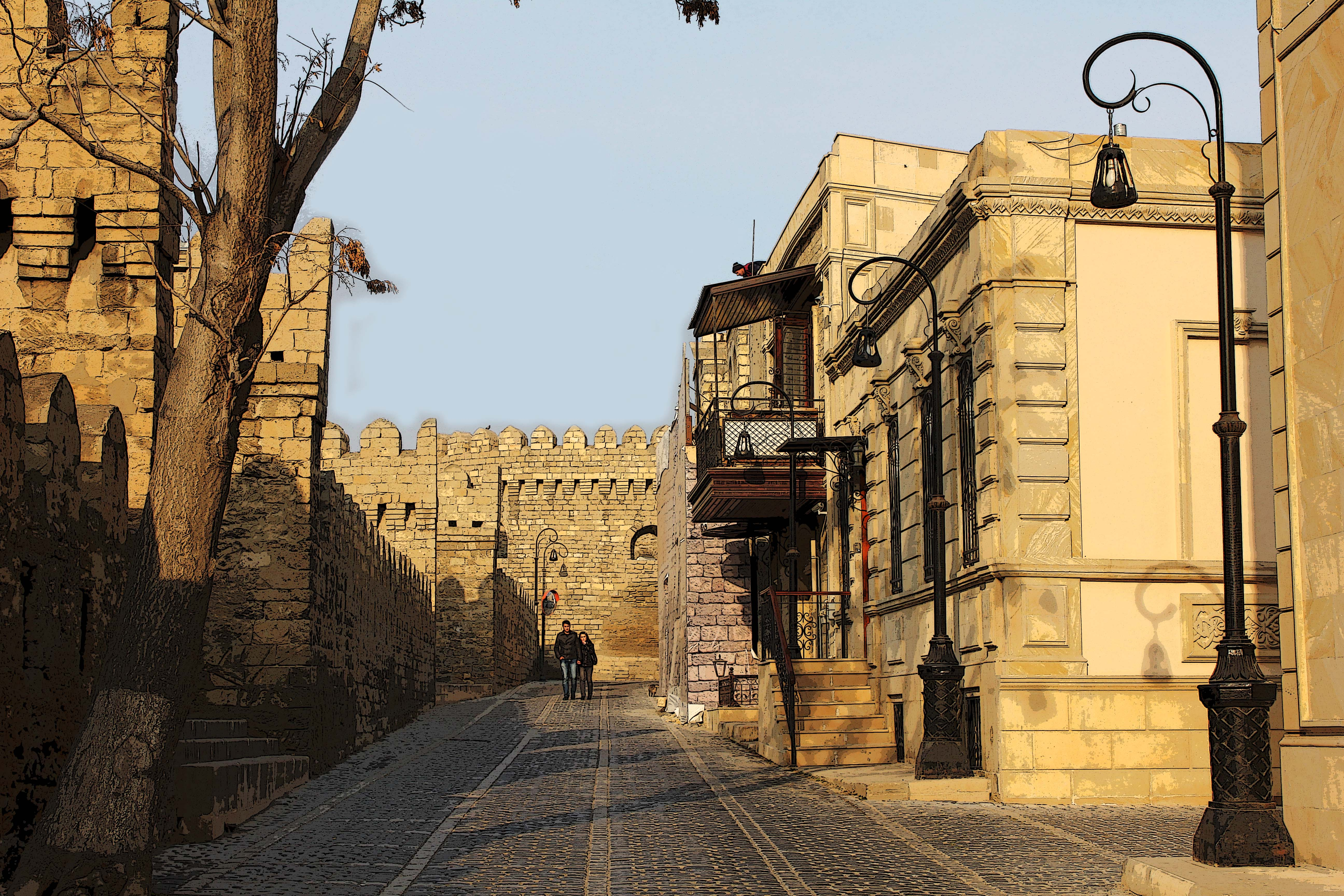
İçəri Şəhər in Baku

Nach der russischen Eroberung 1806 wurden die Mauern erneut verstärkt. Heute existiert die Mauer nur noch auf der nördlichen und westlichen Seite der Altstadt. Die Gestalt der Stadt blieb bis weit ins 19. Jahrhundert erhalten, die meisten Häuser in den verwinkelten Gassen stammen aus der Zeit nach der russischen Eroberung 1783, viele Baudenkmäler sind deutlich älter.

## Baudenkmäler
Im Zentrum der Altstadt liegt auf der Spitze des Hügels der Palast der Schirwanschahs, ein Komplex mittelalterlicher Paläste, Mausoleen und Moscheen. Das berühmteste Gebäude ist der Jungfrauenturm, erbaut zwischen dem 6. und 12. Jahrhundert. Es gibt verschiedene Medressen, Karawansereien und den Hadschi-Gaib-Hammām aus der Zeit der Safawiden. Zwei zoroastrische Feuertempel entstanden im 17. Jahrhundert. Aus der gleichen Zeit stammen die Kasumbek-Moschee und die Kasumbek-Karawanserei. Die Mohammed-Moschee mit dem Synyk-Kala-Minarett stellt das älteste unter den zahlreichen muslimischen Gotteshäusern in der Altstadt dar. Bis zu ihrem Abriss 1992 im Zuge des Bergkarabachkonflikts gab es im Schatten des Jungfrauenturms eine armenische Kirche, die noch unter persischer Herrschaft um 1797 erbaute Kirche der Heiligen Muttergottes.

## Erdbeben von 2000
Im November 2000 erschütterte ein Erdbeben die Stadt. In den darauf folgenden Jahren wurden zahlreiche historische Gebäude in der Altstadt abgerissen, um insbesondere Platz zu schaffen für die Ansiedlung von Vertretungen internationaler Unternehmen. Die Zahl der Bewohner nahm von 5000 auf 3200 ab. Deswegen entschied das Welterbekomitee 2003, İçəri Şəhər auf die Liste des gefährdeten Welterbes zu setzen.
Kritisiert wurden auch die Zuständigkeiten für den Schutz und die Erhaltung der Gebäude sowie die zersplitterte Stadtplanung, die ein wirksames Management verhindern. 2005 wurde deshalb eine einheitliche Verwaltung eingerichtet, die inzwischen die Bautätigkeiten gestoppt hat. 2009 wurde die Stätte wieder von der Liste gestrichen und anerkannt, dass die Pufferzone rund um die Altstadt inzwischen einen besseren Schutz bietet.